# يان رامزي
يان رامزي (بالإنجليزية: Ian Ramsay)‏ هو عالم قانوني أسترالي، ولد في 7 أكتوبر 1958 في سيدني في أستراليا.